# Будденброк, Теодор
Теодор Будденброк (нем. Theodor Buddenbrock; 12 июня 1878, Липрамсдорф, Германия — 18 января 1959, Зюхтельн, Германия) — католический архиепископ, ординарий архиепархии Ланьчжоу, миссионер, член монашеской конгрегации вербистов.

## Биография
В 1901 году Теодор Будденброк вступил в монашескую конгрегацию вербистов. 24 февраля 1905 года он был рукоположён в священника, после чего был направлен на миссию в Китай, где он сотрудничал с Иосифом Фрайнадемецом.
В 1924 году Теодор Будденброк был назначен ординарием апостольского викариата Западного Ганьсу. 7 июня 1925 года он был рукоположён в епископа.
11 декабря 1946 года апостольский викариат Ланьчжоу был возведён в ранг архиепархии и Теодор Будденброк стал архиепископом. В 1959 году из-за преследований со стороны коммунистических властей Китая Теодор Будденброк был вынужден покинуть страну и вернуться в Германию, где он умер 18 января 1959 года.